# Daniel Cleary
Daniel Michael Cleary (Carbonear, 18 dicembre 1978) è un ex hockeista su ghiaccio canadese.

## Carriera
Ha disputato 1059 incontri in NHL con Chicago Blackhawks, che l'avevano selezionato al draft del 1997 al primo giro, Edmonton Oilers, Phoenix Coyotes e Detroit Red Wings, con cui ha vinto la Stanley Cup 2008. È stato il primo giocatore proveniente dalla provincia di Terranova e Labrador a vincere la Stanley Cup.
Nell'anno del lockout 2004-2005 ha giocato nella massima serie svedese con il Mora IK.
Ha chiuso la carriera in American Hockey League, con la maglia dei Grand Rapids Griffins; nella sua ultima stagione, chiusa con la vittoria della Calder Cup, non ha disputato nemmeno un incontro, svolgendo di fatto un ruolo non ufficiale da allenatore-giocatore.
Con la nazionale canadese ha disputato l'edizione del 2002 del campionato mondiale.

## Palmarès
- Stanley Cup: 1

Detroit: 2008
- Calder Cup: 1

Grand Rapids Griffins: 2017